# Pseudomyrmex termitarius
Pseudomyrmex termitarius är en myrart som först beskrevs av Smith 1855.  Pseudomyrmex termitarius ingår i släktet Pseudomyrmex och familjen myror. Inga underarter finns listade i Catalogue of Life.

## Bildgalleri

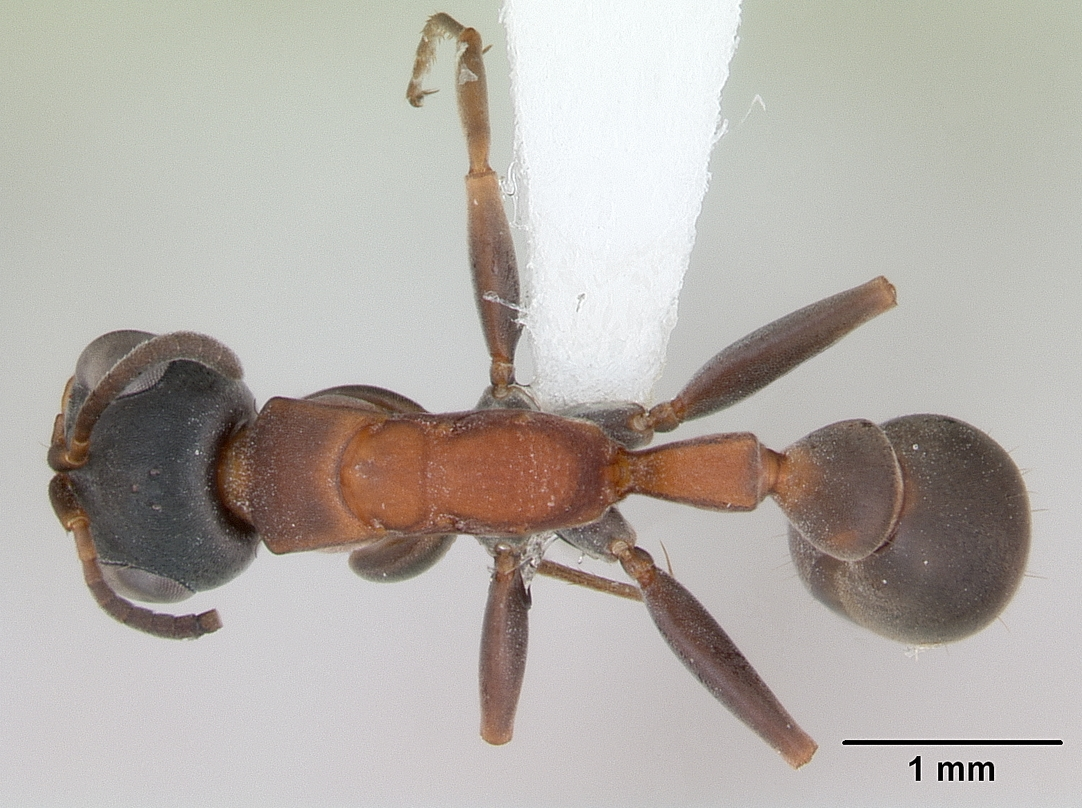
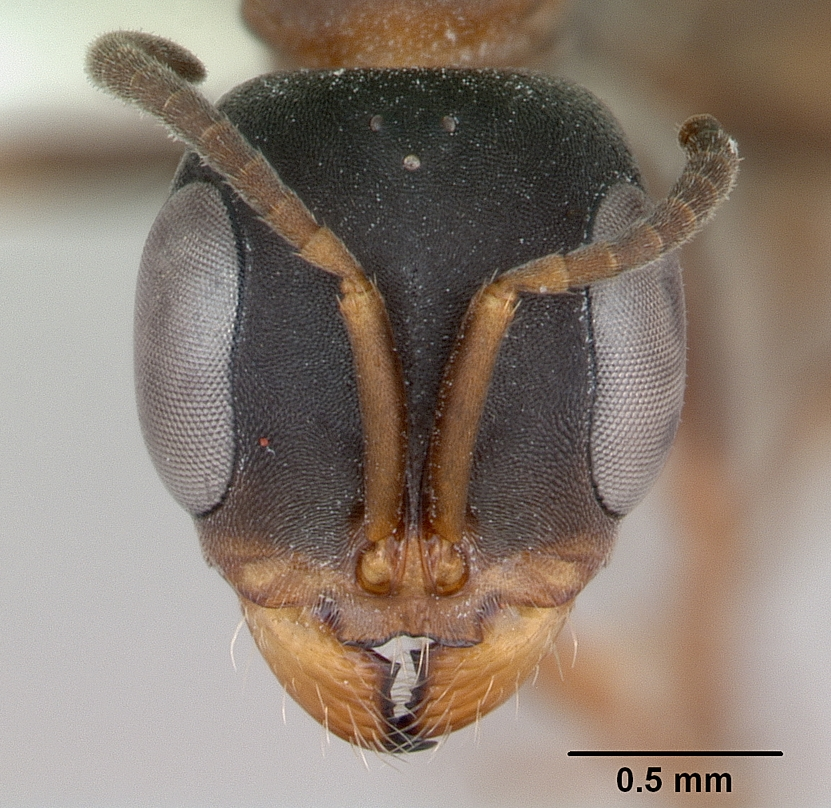
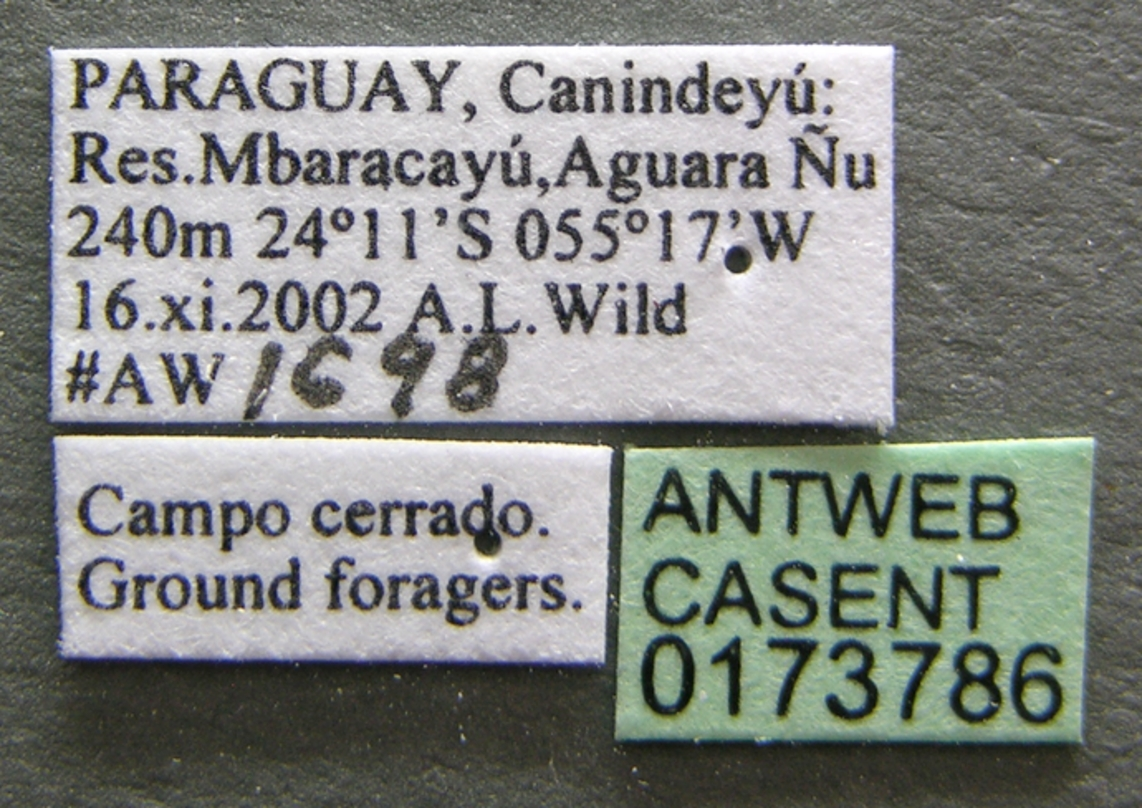
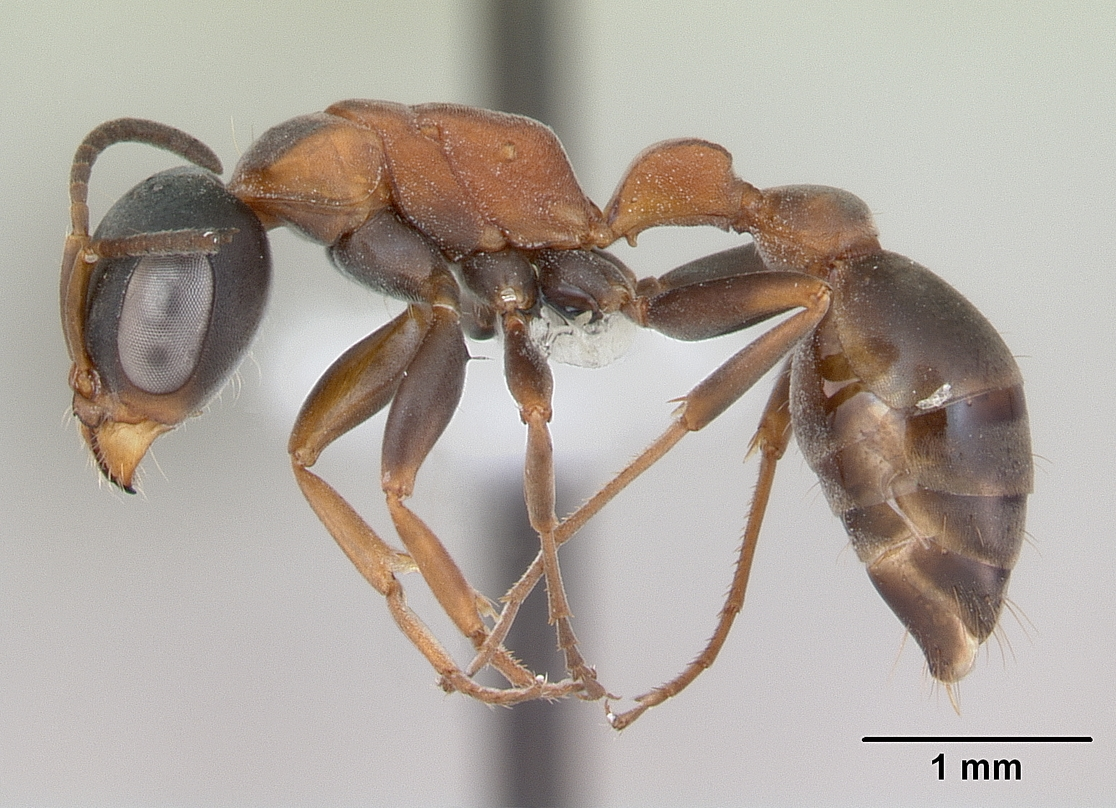